# غريغوري الخامس عشر

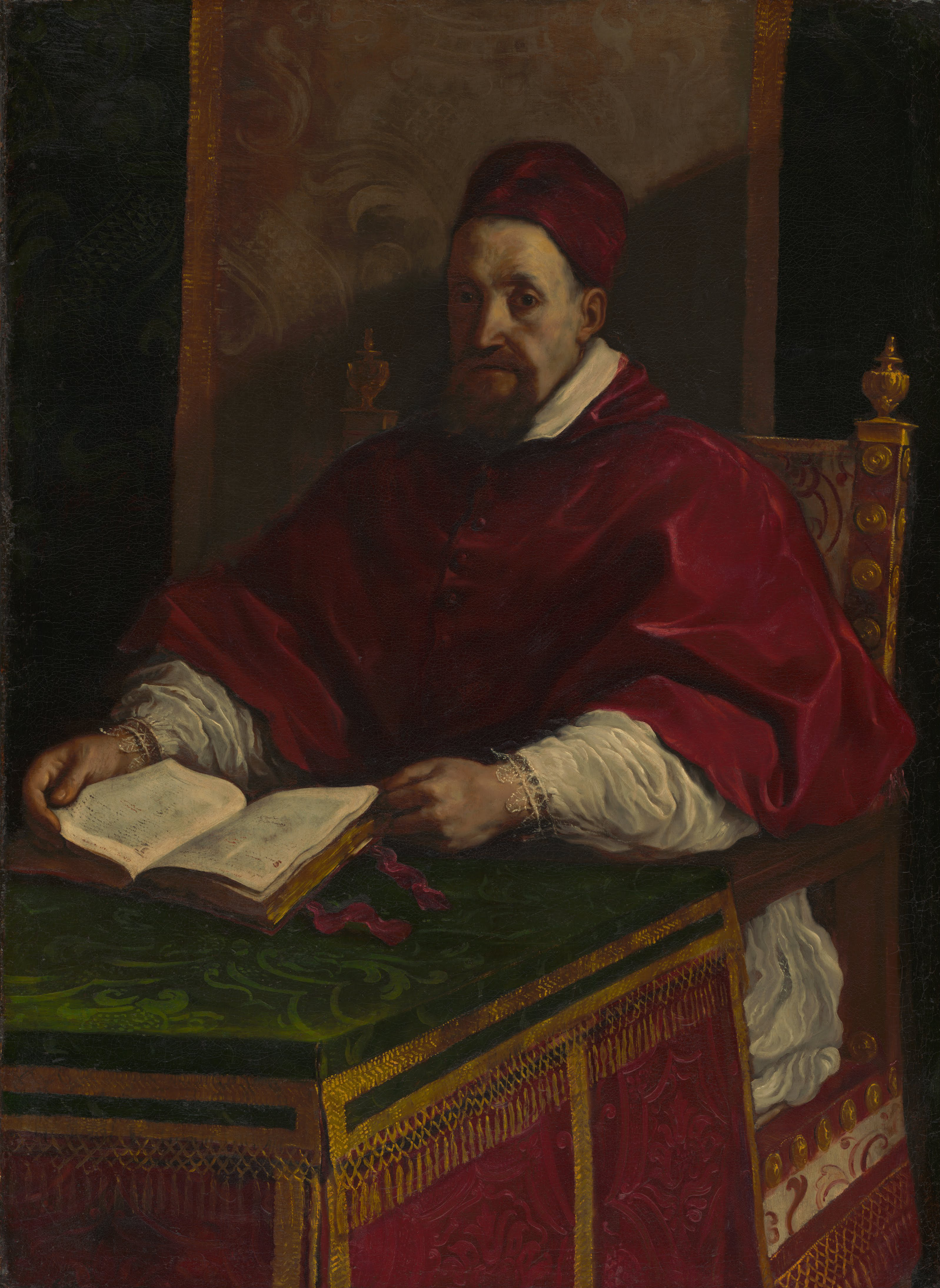
البابا غريغوريوس الخامس عشر

البابا غريغوري الخامس عشر أو غريغوريوس الخامس عشر (باللاتينية: Gregorius XV) ـ (ولد باسم أليساندرو لودوفيسي) ـ (9 يناير أو 15 يناير 1554 ـ 8 يوليو 1623) هو بابا الكنيسة الكاثوليكية خلفًا لبولس الخامس من 9 فبراير 1621 وحتى وفاته في 8 يوليو 1623.
توفي البابا غريغوري الخامس عشر في قصر كيرينالي، ودفن بكنيسة القديس إغناسيو (بالإيطالية: Chiesa di Sant'Ignazio di Loyola a Campo Marzio) في روما.

## روابط خارجية
- غريغوري الخامس عشر على موقع الموسوعة البريطانية (الإنجليزية)
- غريغوري الخامس عشر على موقع إن إن دي بي (الإنجليزية)